# ジョーイ・メネセス
ジョーイ・メネセス・ラミレス（Joey Meneses Ramírez; 1992年5月6日 - ）は、メキシコ合衆国シナロア州クリアカン出身のプロ野球選手（指名打者）
。右投右打。MLBのニューヨーク・メッツ傘下所属。

## 経歴

### プロ入り前
メキシコ西部に位置するシナロア州最大の都市クリアカンで、3人兄弟の末っ子として生まれた。兄の影響から5歳で野球を始め、高校生時代は三塁手を務めていた。また中高生時代にはバレーボールも掛け持ちしていた。

### ブレーブス傘下時代
2011年にアトランタ・ブレーブスと契約し、傘下のルーキー級ドミニカン・サマーリーグ・ブレーブスでプロキャリアをスタートさせた。その後、ルーキー級ガルフ・コーストリーグ・ブレーブス（2012・14）、A級ローム・ブレーブス（2013・14）、A+級カロライナ・マドキャッツ（2015 - 16）、AA級ミシシッピ・ブレーブス（2016 - 17）と、ブレーブス傘下で徐々に昇格を果たしていった。2017年11月6日にFAとなった。

### フィリーズ傘下時代
2018年2月1日にフィラデルフィア・フィリーズとマイナー契約を結び、傘下AAA級のリーハイバレー・アイアンピッグスに所属。130試合出場で打率.311・23本塁打・82打点の成績を残し、インターナショナルリーグ本塁打王・打点王の2冠を獲得すると共に、リーグMVPを受賞した。

### オリックス時代
2018年10月29日に、NPBのオリックス・バファローズがメネセスの獲得を発表した。1年契約で、年俸は契約金込みで1億1,000万円（推定）。背番号は33に決定し、2019年1月28日に日本で入団会見を行った。
2019年はシーズン開幕前の3月9日と3月10日に行われた日本代表との強化試合「侍ジャパンシリーズ2019」のメキシコ代表に選出された。2試合とも4番として出場し、合計で二塁打4本を含む8打数5安打と大爆発し、開幕からの活躍を予感させた。
レギュラーシーズンは一軍でスタート。開幕戦からスタメン出場を続けていたが、5月4日の対福岡ソフトバンクホークス戦で右手首を負傷し翌5月5日に登録抹消されるまで、29試合の出場で打率.206、4本塁打という成績にとどまっていた。

#### ドーピングの発覚による退団
その後二軍で調整を続けていたが、2019年4月に受けた日本野球機構（NPB）のドーピング検査で、NPBが筋肉増強作用があるとして禁止薬物に指定しているスタノゾロールに陽性反応を示したことが6月27日に判明。同日から2020年6月26日まで1年間の公式戦出場停止処分が出されたため、同日付でオリックスを解雇され、自由契約選手として公示された。

### レッドソックス傘下時代

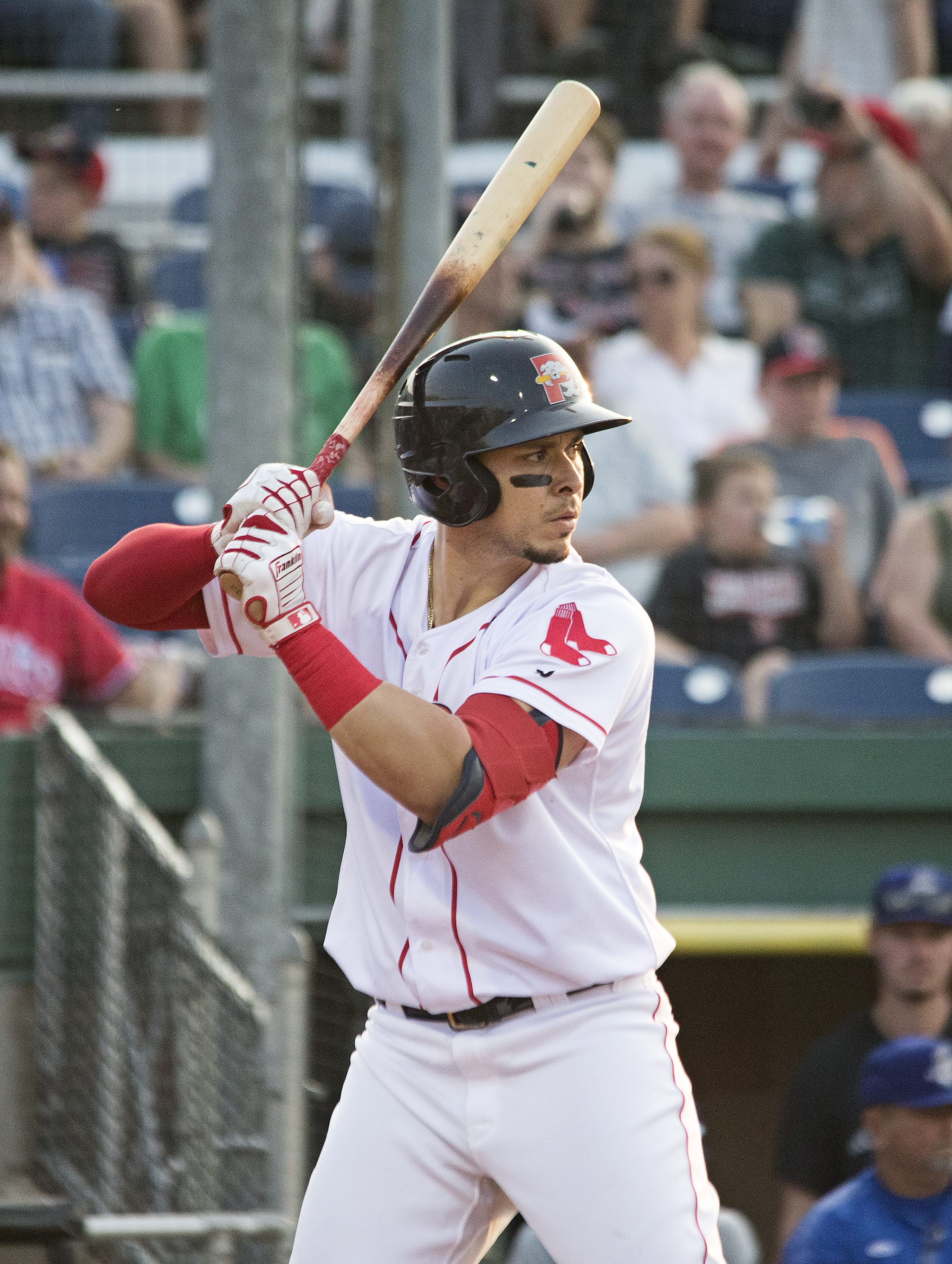
レッドソックス傘下時代
(2021年)

2020年1月23日にボストン・レッドソックスとマイナー契約を結んだ。
2021年も引き続きレッドソックス傘下に所属。シーズン途中の7月から8月には東京オリンピックのメキシコ代表に選出された。同大会では日本戦で本塁打を記録するなどの活躍を見せたが、メキシコはオープニングラウンドから3連敗を喫し6位に終わった。オフにFAとなった。

### ナショナルズ時代
2022年1月13日にワシントン・ナショナルズとマイナー契約を結んだ。8月2日にAAA級ロチェスター・レッドウイングスから昇格し、同日のニューヨーク・メッツ戦の先発出場でメジャーデビューを果たし、7回にはメジャー初本塁打を放った。
2023年開幕前にWBCメキシコ代表に選出された。
2024年オフの11月4日にFAとなった。

### メッツ傘下時代
2024年11月21日にニューヨーク・メッツとマイナー契約を結んで、2025年のスプリングトレーニングにナショナルズでも同僚だったホビー・ハリスとともに招待選手として参加することになった。

## 選手としての特徴
逆らわず広角に打ち分ける打撃が持ち味で、逆方向にも強く伸びのある打球を飛ばすことができる。打撃フォームは、憧れの選手であるデレク・ジーターを参考にしていると語る。

## 人物
少年時代から、日本のテレビアニメ『ドラゴンボール』の大ファンであり、オリックスでの入団会見において「マイヒーローは孫悟空だ。野球を辞めたらスーパーサイヤ人になりたい」と語ったほどである。メキシコで視聴可能な作品は全て見たという。

## 詳細情報

### 年度別打撃成績
| 年 度    | 球 団      | 試 合 | 打 席 | 打 数 | 得 点 | 安 打 | 二 塁 打 | 三 塁 打 | 本 塁 打 | 塁 打 | 打 点 | 盗 塁 | 盗 塁 死 | 犠 打 | 犠 飛 | 四 球 | 敬 遠 | 死 球 | 三 振 | 併 殺 打 | 打 率 | 出 塁 率 | 長 打 率 | O P S |
| -------- | ---------- | ----- | ----- | ----- | ----- | ----- | -------- | -------- | -------- | ----- | ----- | ----- | -------- | ----- | ----- | ----- | ----- | ----- | ----- | -------- | ----- | -------- | -------- | ----- |
| 2019     | オリックス | 29    | 118   | 102   | 7     | 21    | 4        | 0        | 4        | 37    | 14    | 0     | 1        | 0     | 3     | 13    | 0     | 0     | 28    | 3        | .206  | .288     | .363     | .651  |
| 2022     | WSH        | 56    | 240   | 222   | 33    | 72    | 14       | 0        | 13       | 125   | 34    | 1     | 0        | 0     | 2     | 15    | 2     | 1     | 52    | 13       | .324  | .367     | .563     | .930  |
| 2023     | WSH        | 154   | 657   | 611   | 71    | 168   | 36       | 1        | 13       | 245   | 89    | 0     | 0        | 0     | 3     | 38    | 0     | 5     | 130   | 15       | .275  | .321     | .401     | .722  |
| 2024     | WSH        | 76    | 313   | 281   | 19    | 65    | 11       | 0        | 3        | 85    | 42    | 2     | 0        | 0     | 6     | 21    | 1     | 5     | 63    | 9        | .231  | .291     | .302     | .593  |
| MLB：3年 | MLB：3年   | 286   | 1210  | 1114  | 123   | 305   | 61       | 1        | 29       | 455   | 165   | 3     | 0        | 0     | 11    | 74    | 3     | 11    | 245   | 37       | .274  | .322     | .408     | .730  |
| NPB：1年 | NPB：1年   | 29    | 118   | 102   | 7     | 21    | 4        | 0        | 4        | 37    | 14    | 0     | 1        | 0     | 3     | 13    | 0     | 0     | 28    | 3        | .206  | .288     | .363     | .651  |

- 2024年度シーズン終了時

### オリンピックでの打撃成績
| 年 度 | 代 表    | 試 合 | 打 席 | 打 数 | 得 点 | 安 打 | 二 塁 打 | 三 塁 打 | 本 塁 打 | 塁 打 | 打 点 | 盗 塁 | 盗 塁 死 | 犠 打 | 犠 飛 | 四 球 | 敬 遠 | 死 球 | 三 振 | 併 殺 打 | 打 率 | 出 塁 率 | 長 打 率 |
| ----- | -------- | ----- | ----- | ----- | ----- | ----- | -------- | -------- | -------- | ----- | ----- | ----- | -------- | ----- | ----- | ----- | ----- | ----- | ----- | -------- | ----- | -------- | -------- |
| 2021  | メキシコ | 3     | 12    | 12    | 2     | 6     | 1        | 0        | 1        | 10    | 4     | 0     | 0        | 0     | 0     | 0     | 0     | 0     | 0     | 0        | .500  | .500     | .833     |

- 太字は大会最高

### WBCでの打撃成績
| 年 度 | 代 表    | 試 合 | 打 席 | 打 数 | 得 点 | 安 打 | 二 塁 打 | 三 塁 打 | 本 塁 打 | 塁 打 | 打 点 | 盗 塁 | 盗 塁 死 | 犠 打 | 犠 飛 | 四 球 | 敬 遠 | 死 球 | 三 振 | 併 殺 打 | 打 率 | 出 塁 率 | 長 打 率 |
| ----- | -------- | ----- | ----- | ----- | ----- | ----- | -------- | -------- | -------- | ----- | ----- | ----- | -------- | ----- | ----- | ----- | ----- | ----- | ----- | -------- | ----- | -------- | -------- |
| 2023  | メキシコ | 6     | 27    | 27    | 5     | 10    | 0        | 0        | 2        | 16    | 6     | 1     | 0        | 0     | 0     | 0     | 0     | 0     | 2     | 0        | .370  | .370     | .593     |

### 年度別守備成績
| 年 度 | 球 団      | 一塁（1B） | 一塁（1B） | 一塁（1B） | 一塁（1B） | 一塁（1B） | 一塁（1B） | 外野  | 外野  | 外野  | 外野  | 外野  | 外野     | 左翼（LF） | 左翼（LF） | 左翼（LF） | 左翼（LF） | 左翼（LF） | 左翼（LF） | 右翼（RF） | 右翼（RF） | 右翼（RF） | 右翼（RF） | 右翼（RF） | 右翼（RF） |
| 年 度 | 球 団      | 試 合      | 刺 殺      | 補 殺      | 失 策      | 併 殺      | 守 備 率   | 試 合 | 刺 殺 | 補 殺 | 失 策 | 併 殺 | 守 備 率 | 試 合      | 刺 殺      | 補 殺      | 失 策      | 併 殺      | 守 備 率   | 試 合      | 刺 殺      | 補 殺      | 失 策      | 併 殺      | 守 備 率   |
| ----- | ---------- | ---------- | ---------- | ---------- | ---------- | ---------- | ---------- | ----- | ----- | ----- | ----- | ----- | -------- | ---------- | ---------- | ---------- | ---------- | ---------- | ---------- | ---------- | ---------- | ---------- | ---------- | ---------- | ---------- |
| 2019  | オリックス | 23         | 184        | 10         | 1          | 15         | .995       | 3     | 5     | 0     | 0     | 0     | 1.000    | -          | -          | -          | -          | -          | -          | -          | -          | -          | -          | -          | -          |
| 2022  | WSH        | 40         | 259        | 13         | 1          | 24         | .996       | -     | -     | -     | -     | -     | -        | 3          | 1          | 0          | 0          | 0          | 1.000      | 22         | 50         | 1          | 3          | 1          | .944       |
| 2023  | WSH        | 19         | 118        | 9          | 0          | 12         | 1.000      | -     | -     | -     | -     | -     | -        | -          | -          | -          | -          | -          | -          | 1          | 3          | 0          | 0          | 0          | 1.000      |
| NPB   | NPB        | 23         | 184        | 10         | 1          | 15         | .995       | 3     | 5     | 0     | 0     | 0     | 1.000    | -          | -          | -          | -          | -          | -          | -          | -          | -          | -          | -          | -          |
| MLB   | MLB        | 59         | 377        | 22         | 1          | 36         | .998       | -     | -     | -     | -     | -     | -        | 3          | 1          | 0          | 0          | 0          | 1.000      | 23         | 53         | 1          | 3          | 1          | .947       |

- 2023年度シーズン終了時

### 記録

#### NPB
- 初出場・初先発出場：2019年3月29日、対北海道日本ハムファイターズ1回戦（札幌ドーム）、3番・指名打者で先発出場
- 初打席：同上、1回表に上沢直之から四球
- 初安打：同上、9回表に石川直也から中前安打
- 初打点：2019年3月30日、対北海道日本ハムファイターズ2回戦（札幌ドーム）、1回表に金子弌大から左前適時打
- 初本塁打：2019年4月6日、対東北楽天ゴールデンイーグルス2回戦（京セラドーム大阪）、2回裏に美馬学から右越えソロ

### 背番号
- 33 （2019年 - 2019途中）
- 45 （2022年8月 - 2024年）

### 登場曲
- 「La Chona」Los Tucanes de Tijuana（2019年）

### 代表歴
- 2020年オリンピック野球メキシコ代表
- 2023 ワールド・ベースボール・クラシック・メキシコ代表